# Цекалой
Цеколой — покинутый аул в Итум-Калинском районе Чеченской Республики, в исторической области Майста. Известен своим башенным комплексом — Ца-Кале.

## География
Расположен на правом берегу реки Маистихи, к юго-западу от районного центра Итум-Кали.
Ближайшие развалины бывших аулов: на северо-востоке — бывшие аулы Шундили, Басхой и Хорци-Пада, на северо-западе — бывшие аулы Баст-Хайхи и Камалхи, на юго-востоке — бывший аул Хохичу, на юго-западе — бывший аул Пуога.